# BWF Future Series 2019
Die BWF Future Series 2019 war die 13. Auflage der BWF Future Series im Badminton.

## Turniere und Sieger
| Veranstaltung            | Herreneinzel          | Dameneinzel              | Herrendoppel                       | Damendoppel                        | Mixed                                          |
| ------------------------ | --------------------- | ------------------------ | ---------------------------------- | ---------------------------------- | ---------------------------------------------- |
| Iceland International    | Mikkel Enghøj         | Ayla Huser               | Bruno Carvalho Tomás Nero          | Abigail Holden Sian Kelly          | Kristófer Darri Finnsson Margrét Jóhannsdóttir |
| Slovak International     | Kim Bruun             | Porntip Buranaprasertsuk | Supak Jomkoh Wachirawit Sothon     | Kati-Kreet Marran Helina Rüütel    | Supak Jomkoh Supissara Paewsampran             |
| Giraldilla International | Job Castillo          | Jordan Hart              | José Guevara Daniel La Torre       | Daniela Macías Dánica Nishimura    | Mario Cuba Daniela Macías                      |
| Croatian International   | B. M. Rahul Bharadwaj | Laura Sárosi             | Emil Lauritzen Mads Muurholm       | Debora Jille Alyssa Tirtosentono   | Emil Lauritzen Iben Bergstein                  |
| Greece International     | Lars Schänzler        | Mariya Mitsova           | Miłosz Bochat Paweł Śmiłowski      | Zehra Erdem İlayda Nur Özelgül     | Alex Vlaar Mariya Mitsova                      |
| Bonn International       | Arnaud Merklé         | Thuc Phuong Nguyen       | Philip Illum Klindt Mads Thøgersen | Lise Jaques Flore Vandenhoucke     | Peter Lang Hannah Pohl                         |
| Latvia International     | Aram Mahmoud          | Jordan Hart              | Emil Lauritzen Mads Muurholm       | Kristin Kuuba Helina Rüütel        | Paweł Śmiłowski Wiktoria Adamek                |
| Lithuanian International | Georgii Karpov        | Léonice Huet             | Robert Cybulski Paweł Pietryja     | Debora Jille Alyssa Tirtosentono   | Ties van der Lecq Debora Jille                 |
| Czech International      | Jonathan Dolan        | Abigail Holden           | Joshua Mageel Paul Reynolds        | Lisa Kaminski Hannah Pohl          | Jakub Bitman Alžběta Bášová                    |
| Bulgarian International  | Dimitar Yanakiev      | Rebecca Kuhl             | Philip Birker Dominik Stipsits     | Serena Au Yeong Katharina Hochmeir | Stilian Makarski Diana Dimova                  |
| Cyprus International     | Jonathan Dolan        | Jenjira Stadelmann       | Torjus Flåtten Vegard Rikheim      | Daniella Gonda Ágnes Kőrösi        | Tobias Künzi Jenjira Stadelmann                |
| Israel International     | Felix Hammes          | Ksenia Polikarpova       | Felix Hammes Christopher Klauer    | Heli Neiman Ksenia Polikarpova     | May Bar Netzer Shery Rotshtein                 |
| Slovenia Future Series   | Karan Rajan Rajarajan | Jenjira Stadelmann       | Jaromír Janáček Tomáš Švejda       | Frederikke Lund Signe Schulz       | Miha Ivančič Petra Polanc                      |